# Tren Lleuger de Jerusalem

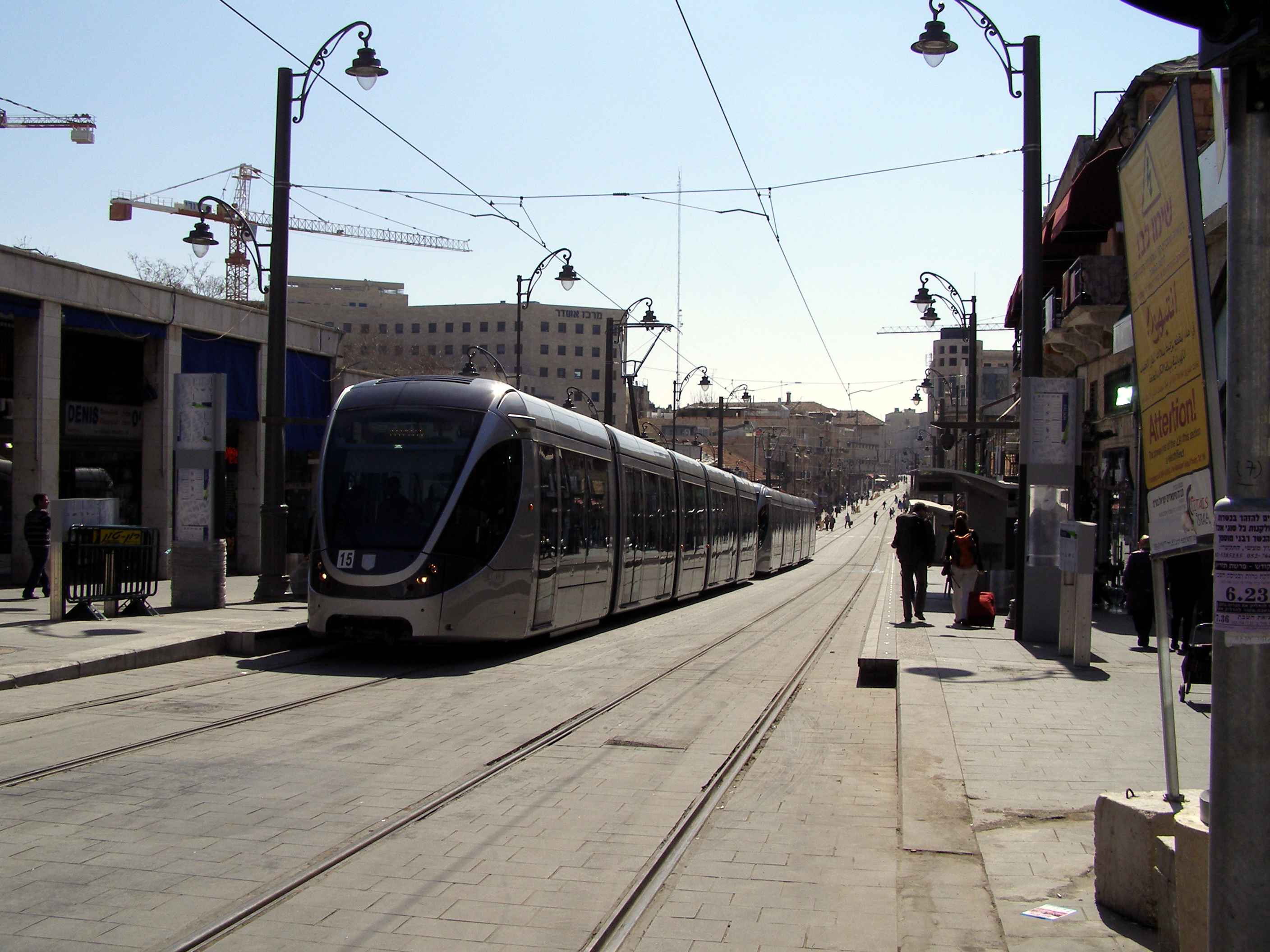
Tren lleuger de Jerusalem.

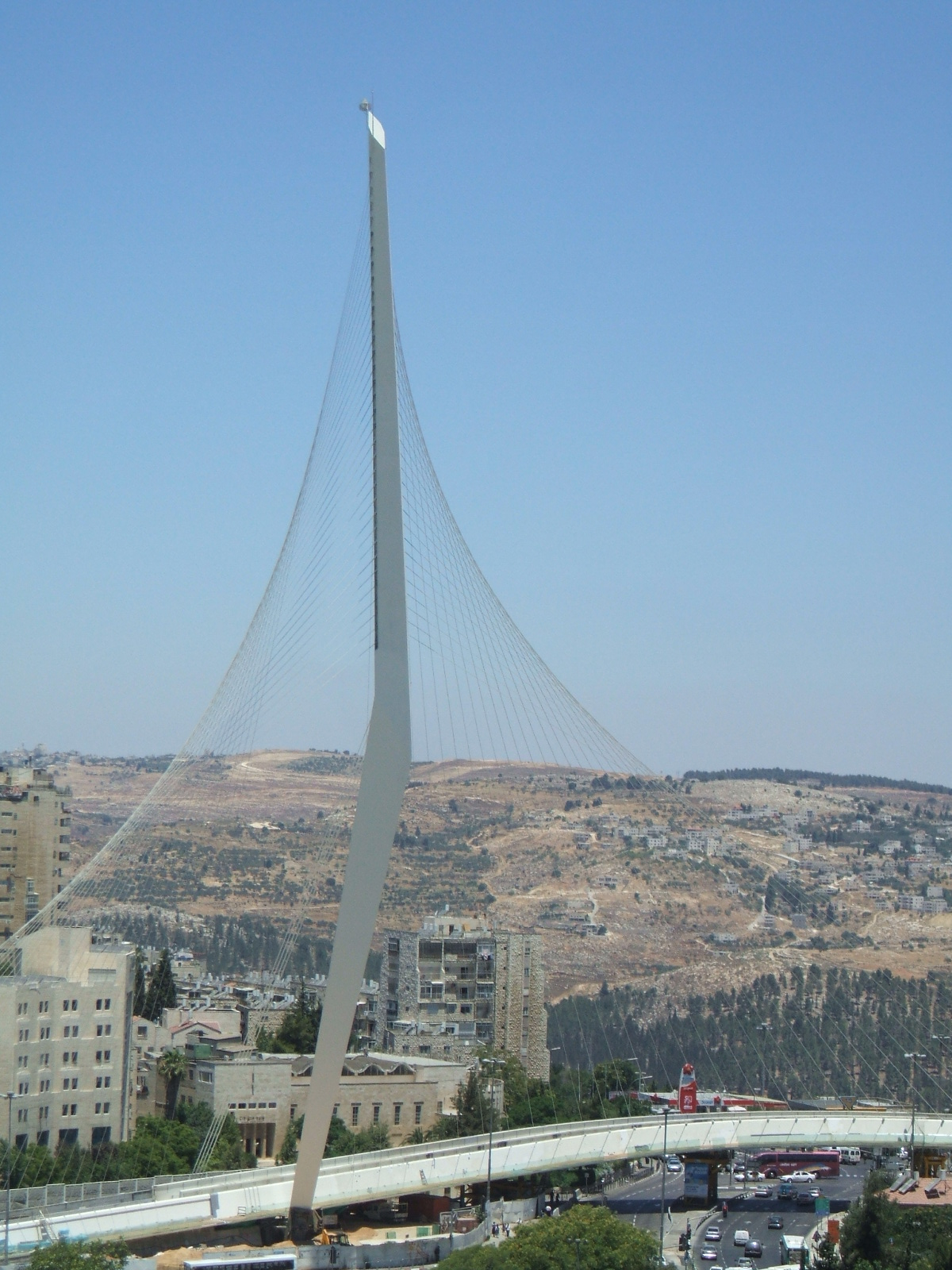
Pont de cordes de Jerusalem.

El Tren Lleuger de Jerusalem (en hebreu: הרכבת הקלה בירושלים) (HaRakevet HaKala Birushalayim) és una línia de tren lleuger de Jerusalem, capital d'Israel, que fou inaugurada el 2011. Es va començar a construir el 2002 i es va acabar el 2010 després de molts retards i la fallida de l'empresa constructora. El tren lleuger és famós pel pont de l'entrada occidental de Jerusalem des de la Ruta 1. La construcció va començar el 2002 i va acabar el 2010, quan es va iniciar la fase de prova. Va ser construït pel consorci CityPass, que té una concessió de 30 anys per fer-ho funcionar. El projecte requereix la construcció del pont de cordes de Jerusalem, així com altres projectes de renovació dels voltants de Jerusalem.